# سرسره

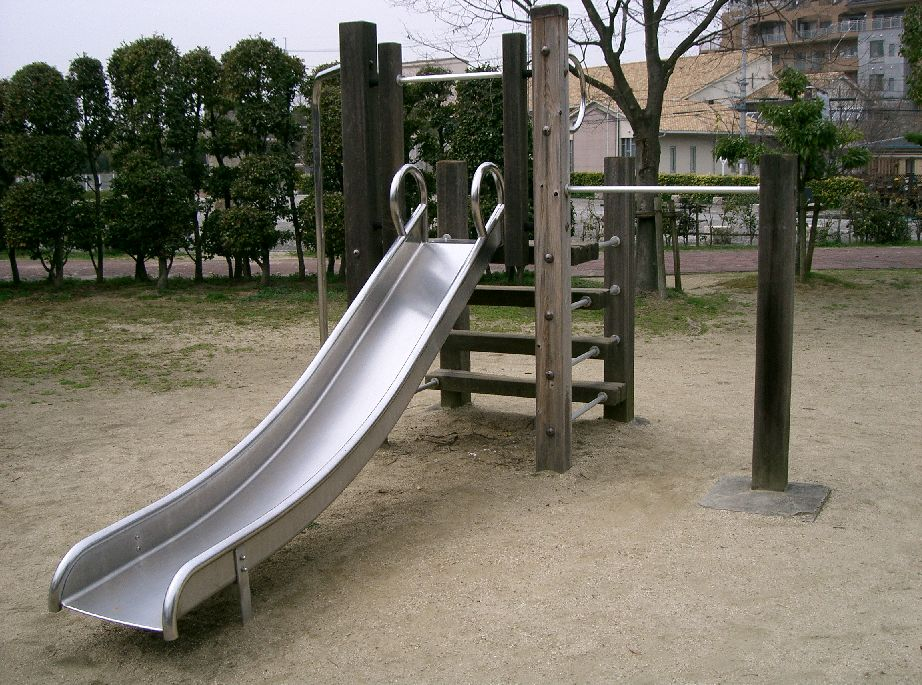
یک سرسره در ژاپن

سُرسُرِه وسیله‌ای است که در پارک‌ها ٬زمین‌های بازی و .. یافت می‌شود و ممکن است سرباز یا نیمه لوله‌ای یا تمام لوله‌ای باشد.سرسره‌ها معمولاً از فلز یا پلاستیک ساخته می‌شوند یا صاف و مستقیم هستند یا پیچ در پیچ می‌باشند و حول یک مرکز پیچ می‌خورند.بچه‌ها به وسیله یک پلکان نردبان مانند به بالای سرسره می‌رسند و از آنجا سر می‌خورند و به پایین می آیند.
لغت نامه دهخدا: سرسره ، [ س ُ س ُ رَ / رِ ] (اِ مرکب ) جای بازی و لیز خوردن از برف (در قدیم ایام ) ؛ سراشیبی که در آن توان به سریدن به زیر رفت.

## نگارخانه

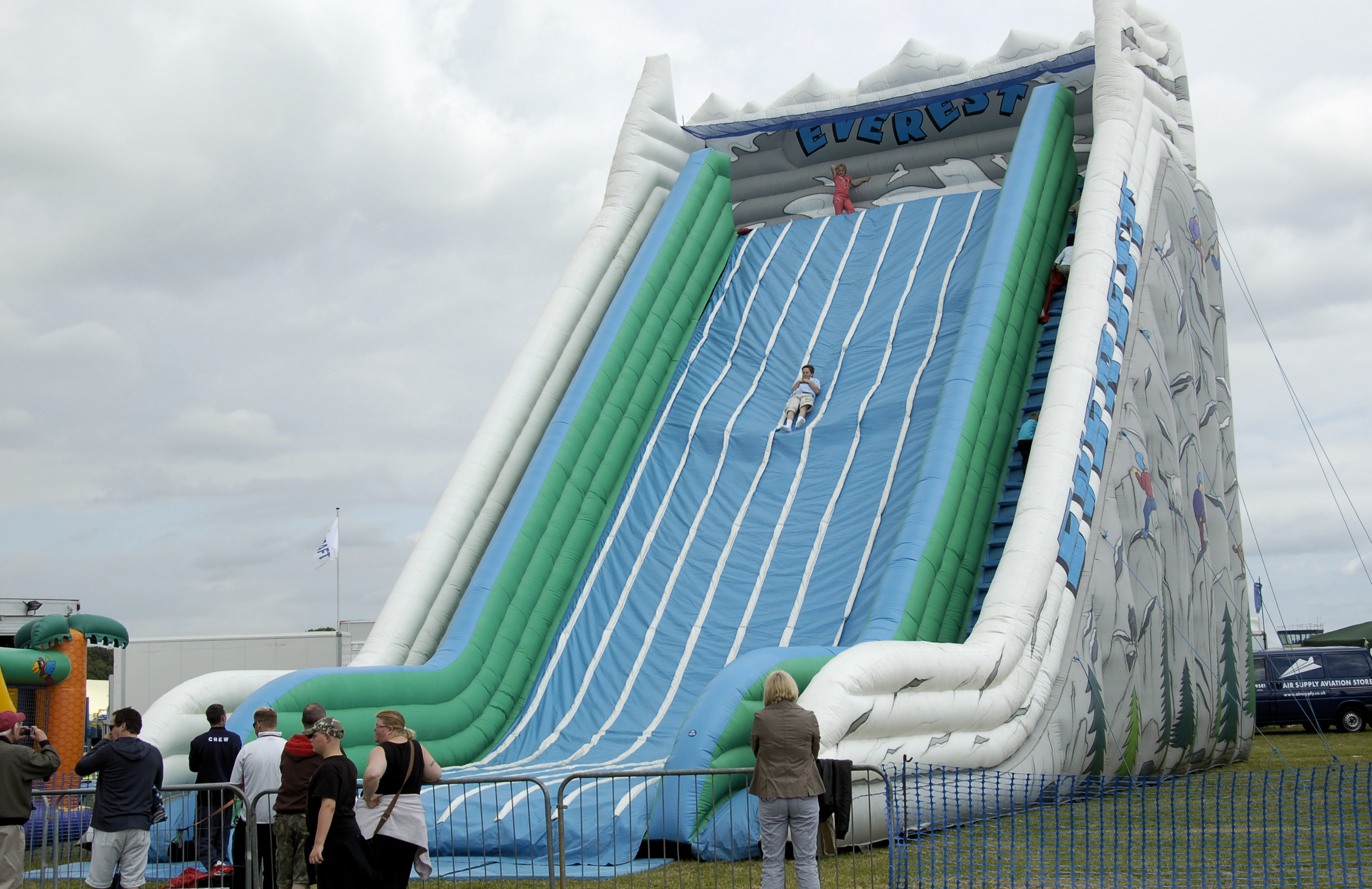
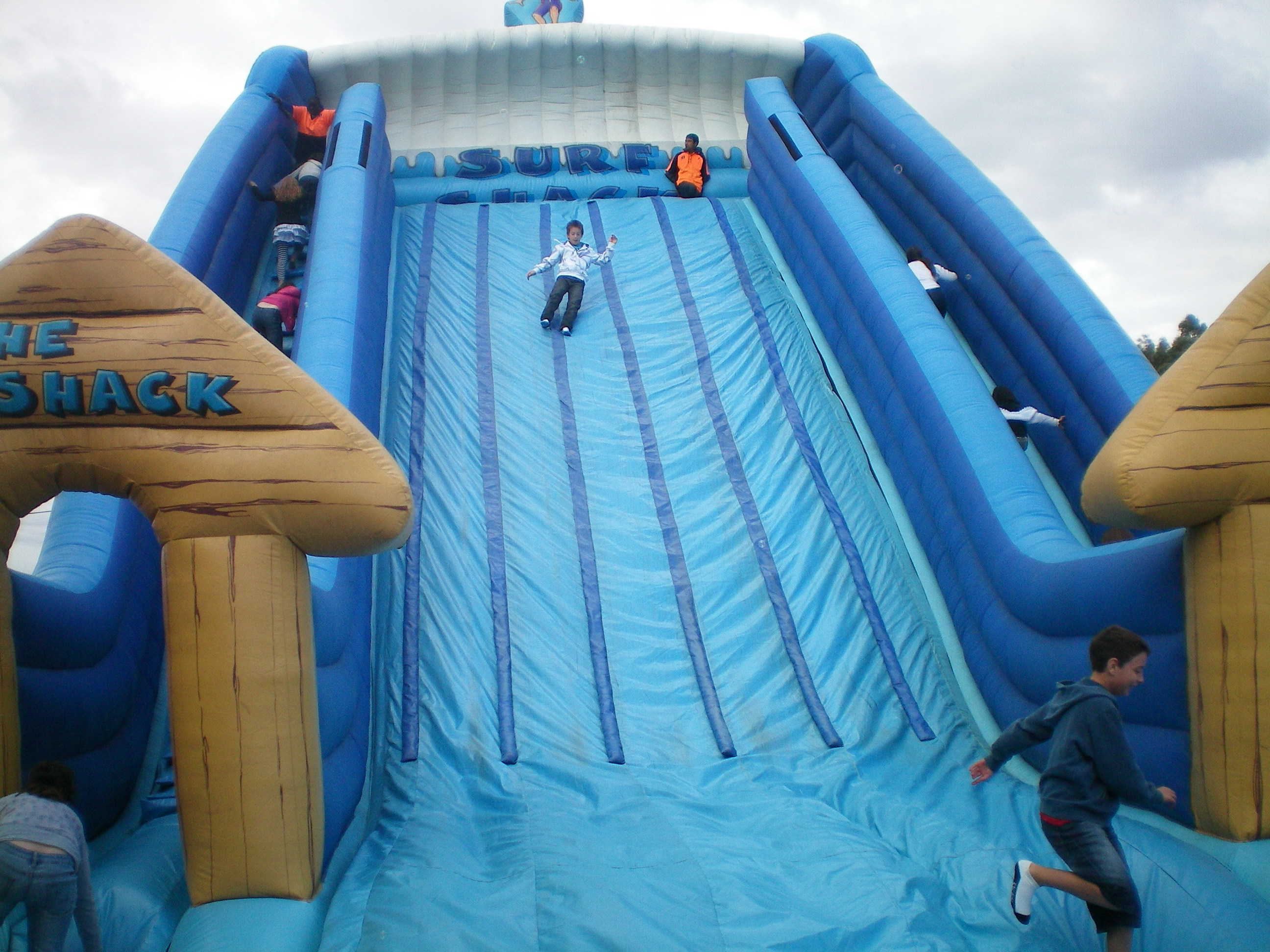